# 4199 Andreev
4199 Andreev è un asteroide della fascia principale. Scoperto nel 1983, presenta un'orbita caratterizzata da un semiasse maggiore pari a 2,4571206 UA e da un'eccentricità di 0,1340079, inclinata di 6,11534° rispetto all'eclittica.